# Palworld
Palworld je prihajajoča akcijsko-pustolovska videoigra z elementi preživetvene igre in udomačevanja pošasti, ki jo razvija japonsko razvijalsko in založniško podjetje Pocket Pair. Odvija se v odprtem svetu, ki ga naseljujejo živalim podobna bitja, imenovana »Pali« (Pals), ki jih lahko igralec udomači tako, da jih premaga v boju, nakar jih lahko uporablja za gradnjo baze, potovanje in pomoč v bojih. Igra nudi tako enoigralski kot večigralski način, slednjega na strežniku z do 32 igralci. Palworld so razvijalci napovedali leta 2021 in jo januarja 2024 delno končano objavili v zgodnjem dostopu za Windows, Xbox One in Xbox Series X/S.
Mračnjaški humor v igri, kjer igralec uporablja strelno orožje in opremlja svoje Pale z njim, ji je prislužil vzdevek Pokémon s strelnim orožjem (angleško Pokémon with guns). Podobno morbidno je, da lahko igralec uporablja ta bitja za hrano ali jih pošlje delat v rudnike in tovarne. V splošnem je bila dobro sprejeta na račun igralne mehanike, vsebine in satirične premise, manj odobravanja pa sta požela zanašanje na šok humor in neizvirnost nekaterih elementov.
Že ob prvih napovedih je Palworld pritegnil veliko pozornosti na družbenih omrežjih in v prvih šestih dneh zgodnjega dostopa je bilo prodanih šest milijonov izvodov. V prvem tednu se je z dvema milijonoma hkratnih igralcev na servisu za digitalno distribucijo Steam uvrstil na drugo mesto lestvice najbolj množično igranih iger vseh časov na tem servisu.